# Kirby's Star Stacker
Kirby's Star Stacker, conocido en Japón como Kirby no Kirakira Kids (カービィのきらきらきっず Kirby no Kirakira Kizzu?, trad. aprox. como "Los niños chispeantes de Kirby"), es un videojuego de lógica desarrollado por HAL Laboratory que apareció, originalmente para Game Boy en 1997. Es el primer juego de rompecabezas de Kirby que no es una copia de un título existente. Posteriormente tuvo un remake para Super Famicom que solo fue editado en Japón.

## Jugabilidad
Kirby Star Stacker es similar en muchos aspectos a otros juegos de puzle que había en el momento de su lanzamiento, principalmente, Dr. Mario y Tetris. El objetivo del juego es obtener tantas estrellas como sea posible emparejando bloques (llamados "amigos" dentro del juego) que caen desde la parte superior del área de juego. Hay tres tipos de bloques, todos basados en amigos de Kirby de Kirby's Dream Land 2: Rick el hámster, Coo el búho y Kine el pez. Cada estrella se obtiene colocándola entre dos bloques emparejados. Cuando esto se logra, la estrella en cuestión desaparece del área de juego junto con el par de bloques que la encierran. El juego se pierde cuando los bloques que caen alcanzan el techo de la zona de juego, así que es crítico eliminar tantos bloques como se puedan por medio de las estrellas.